# Денеш, Вера
Ве́ра Де́неш (венг. Dénes Vera; 12 марта 1915, Будапешт — 16 марта 1970, там же) — венгерская виолончелистка. Заслуженная артистка ВНР (1961)
Окончила Будапештскую консерваторию у Адольфа Шиффера. В 1933—1945 гг. преподавала в музыкальной школе имени Гольдмарка, с 1945 г. играла в оркестре Секешфехервара. В 1946—1952 гг. виолончелистка Квартета Татраи — одного из ведущих камерных ансамблей послевоенной Венгрии. Впервые исполнила в Венгрии ряд значительных произведений, в том числе Первый концерт для виолончели с оркестром Шостаковича, сонату Бриттена и др. С 1960 г. преподавала в Будапештской академии музыки. В 1953 году записала на радио Сонату для виолончели соло Дьёрдя Лигети, которая была написана по её заказу.
Была замужем за скрипачом и хоровым дирижёром Шандором Фридьешем. В 2013 году в Будапеште в память о супругах установлена мемориальная доска.